# Ernst Detlof von Krassow
Ernst Detlof von Krassow (* um 1660 in Pansevitz, Rügen; † 23. Januar 1714 in Harburg) war ein deutscher Offizier in schwedischen Diensten, zuletzt im Rang eines Generalleutnants.

## Leben
Ernst Detlof Krassow wurde in Schwedisch-Pommern als ein Sohn von Christian Krassow (* um 1620; † 1671), Herr auf Pansevitz, und dessen zweiter Frau Margarethe von Holstein († um 1680) geboren.
Er trat in früher Jugend in den schwedischen Militärdienst ein und wurde 1677 als Fähnrich in die Leibgarde zu Fuss aufgenommen, die in Schonen im Krieg gegen Dänemark eingesetzt wurde. Er nahm an der Schlacht bei Landskrona teil und zeichnete sich im Herbst desselben Jahres bei der Erstürmung einer Schanze von Kristianstad aus. Im folgenden Jahr wurde er zum Leutnant befördert. Nach dem Frieden von Nimwegen ging die Leibgarde 1679 nach Stockholm.

### Pfälzischer Erbfolgekrieg
1688 wurde er zum Major im Erskinschen Regiment befördert. Dieses gehörte zu einem 6000 Mann starken Korps das vom schwedischen König Karl XI. zur Unterstützung der Generalstaaten im Pfälzischen Erbfolgekrieg entsandt wurde; Krassow selbst warb ein Bataillon an. Nach der Musterung der Truppen im Stift Bremen ging das Erskinsche Regiment in Maastricht in Garnison. Erst 1690 kam es in der Schlacht bei Fleurus zum Einsatz, als es den Rückzug der unterlegenen alliierten Truppen decken musste. Nachdem Regimentschef Carl Gustav Erskine gefallen war und dessen Stellvertreter Jöran Johan Knorring gefangen genommen, übernahm Krassow das Kommando. Er kapitulierte erst, als das Regiment aus nur noch ca. 30 Soldaten und einem Unteroffizier bestand und er verwundet wurde. Für seinen Einsatz dankte ihm Georg Friedrich zu Waldeck, der Befehlshaber der alliierten Truppen, später persönlich. Wilhelm III. von Oranien ernannt ihn zum Oberstleutnant. Krassow gehörte zu den wenigen von den Franzosen gefangengenommenen Offizieren, die sich in Paris aufhalten durften; der Sieger von Fleurus, François-Henri de Montmorency-Luxembourg, stellte ihn dem französischen König vor.
Nacht der Entlassung aus der Gefangenschaft ging er wieder nach Maastricht, wo sein Regiment, das inzwischen von Knorring geführt wurde, wieder aufgestellt wurde. Erst 1694 wurde es wieder eingesetzt, vor allem bei der Belagerung und Eroberung der Festung Huy. 1695 kommandierte Krassow das Regiment bei der Belagerung von Namur, da Knorring erkrankt war. Nach der Eroberung von Namur beförderte Wilhelm III. ihn zum Oberst. Er wurde Chef des Regiments. Nach dem Frieden von Rijswijk 1697 kehrte Krassow über das Stift Bremen nach Pommern zurück und widmete sich der Bewirtschaftung seiner Güter.

### Großer Nordischer Krieg
Im Oktober 1699 reiste er nach Schweden, wo er den Auftrag zur Aufstellung eines Dragonerregimentes erhielt. Dieses warb er bis Mai 1700 in Hamburg an. Das Regiment wurde zunächst in die Grafschaften Oldenburg und nach Delmenhorst entsandt, um Kontributionen einzutreiben. Nach dem Frieden von Traventhal blieb es zunächst in bremischem Gebiet.
1702 gehörte das Krassowsche Regiment zu einem Korps, das Nils Gyllenstierna bei Stettin zusammenzog und das zur Verstärkung der Armee Karls XII. nach Polen entsandt wurde. 1704 führte Krassow bei der Eroberung von Lemberg das Zentrum der Angriffstruppen und wurde dabei schwer verwundet. Erst Anfang November 1704 konnte er wieder das Kommando über sein Regiment übernehmen, das bald darauf an der Schlacht bei Punitz teilnahm. Nachdem die Schweden entlang der schlesischen Grenze ihr Winterquartier bezogen hatten, reiste Krassow nach Pommern und Rügen, um Familien- und Erbschaftsangelegenheiten zu klären.
Erst 1706 gehörte er mit seinem Regiment zu den Truppen des Generals Carl Gustaf Rehnskiöld, die in der Schlacht bei Fraustadt siegten. Wenig später wurde er zum Generalmajor befördert. Während Karl XII. im Sommer 1706 mit seinen Truppen ins Kurfürstentum Sachsen einmarschierte, blieb Krassows Regiment als Teil einer 6000 Mann starken Truppe unter Arvid Axel Mardefelt zur Verteidigung Großpolens zurück. Krassow trat dafür ein, sich bei Kalisch den sächsisch-russischen Truppen zu stellen. Die Schlacht bei Kalisch endete jedoch mit einer Niederlage der Schweden und ihrer polnischen Verbündeten. Während Mardefelt in Gefangenschaft geriet, gelang es Krassow, mit etwa 500 Mann zu entkommen und sich nach Posen zurückzuziehen. Für seinen Einsatz erhob ihn Karl XII. am 21. März 1707 in den schwedischen Freiherrenstand.
1708 kommandierte er ein Hilfskorps, das zum Schutz des polnischen Königs Stanislaus I. Leszczyński in Polen blieb und 1709 durch weitere Truppen verstärkt wurde. Nach der Niederlage Karls XII. in der Schlacht bei Poltawa war die Position Leszczyńskis deutlich geschwächt. Auch Krassow musste sich schließlich aus Polen zurückziehen. Er marschierte mit seinen Truppen, obwohl von Preußen untersagt und am Kauf von Proviant gehindert, durch Hinterpommern nach Schwedisch-Pommern.
Im Herbst 1710 erhielt er Sitz und Stimme in der Schwedischen Regierung in Pommern. 1711 übertrug ihm der Oberkommandierende General der schwedischen Armee in Deutschland Mauritz Vellingk das militärische Kommando in Schwedisch-Pommern. Den im Sommer 1711 in Pommern einmarschierenden, zahlenmäßig überlegenen dänischen, russischen und sächsischen Truppen konnte er jedoch nichts entgegensetzen.
1712 wurde ihm zeitweise das Oberkommando in Wismar und der Posten des Vizegouverneurs übertragen. Sein Nachfolger in Schwedisch-Pommern wurde Karl Gustav Düker. Noch im selben Jahr erhielt er das Kommando über die schwedischen Truppen in Bremen und Verden. Der Oberkommandierende Vellingk entsandte ihn zu Verhandlungen ins Kurfürstentum Hannover, um für politische Unterstützung gegen eine erwartete dänische Invasion in den schwedischen Territorien zu werben. 1713 wurde er zum Generalleutnant befördert. Nach der Landung dänischer Truppen bei Stade folgte er Vellingk nach Hamburg. Dort sowie in Holstein und Harburg verbrachte er seine letzte Lebenszeit. Er starb Anfang 1714 in Harburg an den Folgen von Gicht und Steinleiden. Erst Ende des Jahres wurde sein Leichnam nach Rügen überführt. Er wurde in Anwesenheit Karls XII. mit militärischen Ehren in der Gingster Kirche beigesetzt. Sein Epitaph wurde 1726 beim Brand der Kirche zerstört.

## Familie und Nachkommen
Sein Bruder war der mecklenburgische General Adam Philipp von Krassow. Ernst Detlof von Krassow war seit etwa 1687 mit Auguste Wilhelmine von Wolffrath († 1721), Tochter des Kaiserlichen Rats und kurkölnischen Residenten Adolph Edler von Wolffrath verheiratet. Die beiden hatten drei Töchter und einen Sohn:
- Auguste Wilhelmine (1689–1696)
- Ulrike Eleonore (1693–1754) ⚭ 1708 Kurt Christoph von Schwerin (1684–1757)
- Anna Margaretha (1698–1726) ⚭ 1725 Jacob Staël von Holstein  († 1730)
- Karl Wilhelm (1699–1735), kaiserlicher Generalwachtmeister[2]